# سالم وسويلم (فلم)
سالم و سويلم هو فيلم تلفزيوني مغربي من إخراج خالد إبراهيمي سنة 2006، تم بثه على القناة الأولى المغربية، ولقي ترحيبا من طرف المغاربة وهو من بطولة كل من خالد لمغاري، حمادة الخلاص، محمد عزام، رفيق بوبكر، حسن مضياف، وغيرهم.

## القصة
سالم وسويلم شقيقان مصابان بإعاقة و يحاولان مساعدة بعضيهما وفرض ذاتيهما داخل المجتمع من خلال مواقف طريفة، يكتشف من خلالهما المشاهد معاناة وواقع الإنسان المعاق في المجتمع المغربي. سالم كان ضريرا وسويلم كان أعرجا. في الأخير، سالم سيقرر الهجرة إلى أوروبا، وسويلم سيصبح ميكانيكي.